# Hemerodromia chitaoides
Hemerodromia chitaoides är en tvåvingeart som beskrevs av Wagner, Leese och Arne Panesar 2004. Hemerodromia chitaoides ingår i släktet Hemerodromia och familjen dansflugor. Inga underarter finns listade i Catalogue of Life.